# پیترو بستتی
پیترو بستتی (ایتالیایی: Pietro Bestetti; ۱ دسامبر ۱۸۹۸ – ۳ ژانویهٔ ۱۹۳۶) دوچرخه‌سوار اهل ایتالیا بود.